# 曙光街道 (长春市)
曙光街道，是中华人民共和国吉林省长春市南关区下辖的一个乡镇级行政单位。

## 行政区划
曙光街道下辖以下地区：
岳阳社区、平阳社区、电力社区、师大东电社区和珲春社区。